# Лука Йович
Лука Йович (серб. Luka Jović / Лука Јовић, нар. 23 грудня 1997, Бієліна) — сербський футболіст, нападник грецького клубу АЕК і національної збірної Сербії.

## Клубна кар'єра
Народився 23 грудня 1997 року в місті Бієліна, потім його сім'я переїхала в сусіднє селище Яня. У ранньому віці Лука був запрошений Томою Миличевичем на перегляд в «Црвену Звезду».
28 травня 2014 року Лука дебютував за белградський клуб, вийшовши на заміну у грі з «Войводиною». Через три хвилини після свого виходу на поле Йович відзначився забитим голом, побивши попередній рекорд Деяна Станковича і ставши наймолодшим гравцем, який коли-небудь забивав за «Црвену Звезду».
У лютому 2016 року Йович підписав контракт до 2021 року з португальським чемпіоном «Бенфікою». 9 березня він дебютував за «Бенфіку Б» у матчі проти «Спортінга» (Ковілья) (2:2) в Сегунда Лізі. За першу команду дебютував 20 березня, вийшовши на заміну в матчі Прімейри проти «Боавішти» (1:0). Цей матч залишився для нього єдиним у тому сезоні чемпіонату, який столична команда знову виграла. У наступному сезоні серб також зіграв лише в одній грі чемпіонату.
У червні 2017 року Йович був відданий в оренду на два сезони у німецький «Айнтрахт». У першому ж сезоні став з командою володарем Кубка Німеччини. Став однією з основних ударних сил команди у нападі і незадовго до завершення орендної угоди «Айнтрахт» 17 квітня 2019 скористався опцією викупу контракту серба в «Бенфіки».
А вже за декілька місяців, на початку червня того ж року німецький клуб погодив перехід Йовича до мадридського «Реала», виручивши з цього трансфера 60 мільйонів євро. Нападник уклав з «королівським клубом» угоду на шість років, протягом яких його сумарна зарплатня сягне 70 мільйонів євро.
14 січня 2021 на правах оренди до кінця сезону повернувся до складу «Айнтрахта», де провів один сезон. В сезоні 2021/22 взяв участь у 15 іграх Ла-Ліги за «Реал», після чого остаточно залишив «королівський клуб».
Протягом сезону 2022–2023 років грав в Італії за «Фіорентіну», а 1 вересня 2023 року перейшов до «Мілана».
5 серпня 2025 року на правах вільного агента підписав контракт на два роки з грецьким АЕКом.

## Виступи за збірні
Незважаючи на те, що Лука народився у Боснії та Герцеговині, він вирішив виступати за збірну своєї етнічної батьківщини. 2014 року дебютував у складі юнацької збірної Сербії. У липні 2014 року Йович був включений Велько Пауновичем у заявку збірної до 19 років для участі у чемпіонаті Європи в Угорщині. Нападник взяв участь в 3 іграх своєї команди, в яких відзначився одним забитим м'ячем. Всього взяв участь у 27 іграх на юнацькому рівні, відзначившись 17 забитими голами.
З 2015 року залучався до складу молодіжної збірної Сербії. На молодіжному рівні зіграв у 16 офіційних матчах.
У травні 2018 року Йович був названий в попередній заявці національної збірної Сербії на участь у чемпіонаті світу 2018 року у Росії. 4 червня він дебютував за головну команду в товариській грі проти Чилі, вийшовши на 84-й хвилині замість Александара Митровича.

## Статистика виступів

### Статистика клубних виступів
Станом на 25 травня 2024 року
| Сезон                     | Команда                   | Чемпіонат                 | Чемпіонат | Чемпіонат | Національний кубок | Національний кубок | Національний кубок | Континентальні кубки | Континентальні кубки | Континентальні кубки | Інші змагання | Інші змагання | Інші змагання | Усього | Усього |
| Сезон                     | Команда                   | Ліга                      | Ігор      | Голів     | Ліга               | Ігор               | Голів              | Ліга                 | Ігор                 | Голів                | Ліга          | Ігор          | Голів         | Ігор   | Голів  |
| ------------------------- | ------------------------- | ------------------------- | --------- | --------- | ------------------ | ------------------ | ------------------ | -------------------- | -------------------- | -------------------- | ------------- | ------------- | ------------- | ------ | ------ |
| 2013–14                   | «Црвена Звезда»           | СЛ                        | 1         | 1         | КС                 | 0                  | 0                  | ЛЄ                   | 0                    | 0                    | -             | -             | -             | 1      | 1      |
| 2014–15                   | «Црвена Звезда»           | СЛ                        | 22        | 6         | КС                 | 2                  | 0                  | -                    | -                    | -                    | -             | -             | -             | 24     | 6      |
| 2015–16                   | «Црвена Звезда»           | СЛ                        | 19        | 5         | КС                 | 2                  | 1                  | ЛЄ                   | 2                    | 0                    | -             | -             | -             | 23     | 6      |
| Усього за «Црвену Звезду» | Усього за «Црвену Звезду» | Усього за «Црвену Звезду» | 42        | 12        |                    | 4                  | 1                  |                      | 2                    | 0                    |               | -             | -             | 48     | 13     |
| 2015–16                   | «Бенфіка» Б               | СЛ (ІІ)                   | 7         | 2         | -                  | -                  | -                  | -                    | -                    | -                    | -             | -             | -             | 7      | 2      |
| 2016–17                   | «Бенфіка» Б               | СЛ (ІІ)                   | 11        | 2         | -                  | -                  | -                  | -                    | -                    | -                    | -             | -             | -             | 11     | 2      |
| Усього за «Бенфіку» Б     | Усього за «Бенфіку» Б     | Усього за «Бенфіку» Б     | 18        | 4         |                    | -                  | -                  |                      | -                    | -                    |               | -             | -             | 18     | 4      |
| 2015–16                   | «Бенфіка»                 | ПЛ                        | 1         | 0         | КП+КЛ              | 0+0                | 0+0                | ЛЧ                   | 1                    | 0                    | СП            | 0             | 0             | 2      | 0      |
| 2016–17                   | «Бенфіка»                 | ПЛ                        | 1         | 0         | КП+КЛ              | 0+1                | 0                  | ЛЧ                   | 0                    | 0                    | СП            | 0             | 0             | 2      | 0      |
| Усього за «Бенфіку»       | Усього за «Бенфіку»       | Усього за «Бенфіку»       | 2         | 0         |                    | 1                  | 0                  |                      | 1                    | 0                    |               | -             | -             | 4      | 0      |
| 2017–18                   | «Айнтрахт»                | БЛ                        | 22        | 8         | КН                 | 5                  | 1                  | -                    | -                    | -                    | -             | -             | -             | 27     | 9      |
| 2018–19                   | «Айнтрахт»                | БЛ                        | 32        | 17        | КН                 | 1                  | 0                  | ЛЄ                   | 14                   | 10                   | СН            | 1             | 0             | 48     | 27     |
| 2019–20                   | «Реал Мадрид»             | ПД                        | 17        | 2         | КІ                 | 3                  | 0                  | ЛЧ                   | 5                    | 0                    | СІ            | 2             | 0             | 27     | 2      |
| 2020–21                   | «Реал Мадрид»             | ПД                        | 4         | 0         | КІ                 | 0                  | 0                  | ЛЧ                   | 1                    | 0                    | СІ            | 0             | 0             | 5      | 0      |
| 2020–21                   | «Айнтрахт»                | БЛ                        | 15        | 4         | КН                 | -                  | -                  | -                    | -                    | -                    | -             | -             | -             | 15     | 4      |
| Усього за «Айнтрахт»      | Усього за «Айнтрахт»      | Усього за «Айнтрахт»      | 69        | 29        |                    | 6                  | 1                  |                      | 14                   | 10                   |               | 1             | 0             | 90     | 40     |
| 2021–22                   | «Реал Мадрид»             | ПД                        | 15        | 1         | КІ                 | 1                  | 0                  | ЛЧ                   | 3                    | 0                    | СІ            | 0             | 0             | 19     | 1      |
| Усього за «Реал Мадрид»   | Усього за «Реал Мадрид»   | Усього за «Реал Мадрид»   | 36        | 3         |                    | 4                  | 0                  |                      | 9                    | 0                    |               | 2             | 0             | 51     | 3      |
| 2022–23                   | «Фіорентіна»              | A                         | 31        | 6         | КІ                 | 3                  | 1                  | ЛК                   | 13                   | 6                    | -             | -             | -             | 47     | 13     |
| 2023–24                   | «Мілан»                   | A                         | 23        | 6         | КІ                 | 2                  | 2                  | ЛЧ+ЛЄ                | 2+3                  | 0+1                  | -             | -             | -             | 30     | 9      |
| Усього за кар'єру         | Усього за кар'єру         | Усього за кар'єру         | 205       | 55        |                    | 18                 | 4                  |                      | 44                   | 17                   |               | 3             | 0             | 271    | 77     |

### Статистика виступів за збірну
Станом на 25 червня 2024 року
| Дата       | Місто         | Господарі   | Результат | Гості       | Турнір                               | Голи | Примітки  |
| ---------- | ------------- | ----------- | --------- | ----------- | ------------------------------------ | ---- | --------- |
| 4-6-2018   | Ґрац          | Сербія      | 0 – 1     | Чилі        | товариський матч                     | -    | 84'       |
| 27-6-2018  | Москва        | Сербія      | 0 – 2     | Бразилія    | ЧС 2018 - груповий етап              | -    | 89'       |
| 16-11-2018 | Белград       | Сербія      | 2 – 1     | Чорногорія  | Ліга націй УЄФА 2018-2019 - 1-й етап | -    | 83'       |
| 20-3-2019  | Вольфсбург    | Німеччина   | 1 – 1     | Сербія      | товариський матч                     | 1    | 71'       |
| 7-6-2019   | Львів         | Україна     | 5 – 0     | Сербія      | Відбір до ЧЄ 2020                    | -    | 72'       |
| 10-6-2019  | Белград       | Сербія      | 4 – 1     | Литва       | Відбір до ЧЄ 2020                    | 1    | 88'       |
| 7-9-2019   | Белград       | Сербія      | 2 – 4     | Португалія  | Відбір до ЧЄ 2020                    | -    | 87'       |
| 11-10-2020 | Белград       | Сербія      | 0 – 1     | Угорщина    | Ліга націй УЄФА 2020—2021 - 1-й етап | -    |           |
| 12-11-2020 | Белград       | Сербія      | 1 – 1     | Шотландія   | Відбір до ЧЄ 2020                    | 1    | 70'       |
| 15-11-2020 | Будапешт      | Угорщина    | 1 – 1     | Сербія      | Ліга націй УЄФА 2020—2021 - 1-й етап | -    |           |
| 18-11-2020 | Белград       | Сербія      | 5 – 0     | Росія       | Ліга націй УЄФА 2020—2021 - 1-й етап | 2    |           |
| 24-3-2021  | Белград       | Сербія      | 3 – 2     | Ірландія    | Відбір до ЧС 2022                    | -    | 82'       |
| 27-3-2021  | Белград       | Сербія      | 2 – 2     | Португалія  | Відбір до ЧС 2022                    | -    | 87'       |
| 30-3-2021  | Баку          | Азербайджан | 1 – 2     | Сербія      | Відбір до ЧС 2022                    | -    | 75'       |
| 1-9-2021   | Дебрецен      | Катар       | 0 – 4     | Сербія      | товариський матч                     | 1    |           |
| 4-9-2021   | Белград       | Сербія      | 4 – 1     | Люксембург  | Відбір до ЧС 2022                    | -    | 83'       |
| 7-9-2021   | Дублін        | Ірландія    | 1 – 1     | Сербія      | Відбір до ЧС 2022                    | -    | 70'       |
| 12-10-2021 | Белград       | Сербія      | 3 – 1     | Азербайджан | Відбір до ЧС 2022                    | -    | 65'       |
| 11-11-2021 | Белград       | Сербія      | 4 – 0     | Катар       | товариський матч                     | 1    | 74'       |
| 14-11-2021 | Лісабон       | Португалія  | 1 – 2     | Сербія      | Відбір до ЧС 2022                    | -    | 89'       |
| 24-3-2022  | Будапешт      | Угорщина    | 0 – 1     | Сербія      | товариський матч                     | -    | 46'       |
| 29-3-2022  | Копенгаген    | Данія       | 3 – 0     | Сербія      | товариський матч                     | -    | 46' 79'   |
| 2-6-2022   | Белград       | Сербія      | 0 – 1     | Норвегія    | Ліга націй УЄФА 2022—2023 - 1-й етап | -    | 46'       |
| 5-6-2022   | Белград       | Сербія      | 4 – 1     | Словенія    | Ліга націй УЄФА 2022—2023 - 1-й етап | 1    | 46'       |
| 9-6-2022   | Сульна        | Швеція      | 0 – 1     | Сербія      | Ліга націй УЄФА 2022—2023 - 1-й етап | 1    | 77'       |
| 12-6-2022  | Любляна       | Словенія    | 2 – 2     | Сербія      | Ліга націй УЄФА 2022—2023 - 1-й етап | -    | 56'       |
| 24-9-2022  | Белград       | Сербія      | 4 – 1     | Швеція      | Ліга націй УЄФА 2022-2023 - 1-й етап | -    | 90'       |
| 27-9-2022  | Осло          | Норвегія    | 0 – 2     | Сербія      | Ліга націй УЄФА 2022-2023 - 1-й етап | -    | 90+3'     |
| 18-11-2022 | Ріффа         | Бахрейн     | 1 – 5     | Сербія      | товариський матч                     | 1    |           |
| 2-12-2022  | Доха          | Сербія      | 2 – 3     | Швейцарія   | ЧС 2022 - груповий етап              | -    | 55'       |
| 7-9-2023   | Белград       | Сербія      | 1 – 2     | Угорщина    | Відбір до ЧЄ 2024                    | -    | 87'       |
| 21-3-2024  | Москва        | Росія       | 4 – 0     | Сербія      | товариський матч                     | -    | 73'       |
| 25-3-2024  | Ларнака       | Кіпр        | 0 – 1     | Сербія      | товариський матч                     | -    | 46'       |
| 4-6-2024   | Відень        | Австрія     | 2 – 1     | Сербія      | товариський матч                     | -    | 75'       |
| 8-6-2024   | Стокгольм     | Швеція      | 0 – 3     | Сербія      | товариський матч                     | -    | 71'       |
| 16-6-2024  | Гельзенкірхен | Сербія      | 0 – 1     | Англія      | ЧЄ 2024 - груповий етап              | -    | 61'       |
| 20-6-2024  | Мюнхен        | Словенія    | 1 – 1     | Сербія      | ЧЄ 2024 - груповий етап              | 1    | 64' 90+2' |
| 25-6-2024  | Мюнхен        | Данія       | 0 – 0     | Сербія      | ЧЄ 2024 - груповий етап              | -    | 46'       |
| Усього     |               | Матчів      | 38        |             | Голів                                | 11   |           |

| Дата       | Місто           | Господарі          | Результат | Гості     | Турнір                             | Голи | Примітки |
| ---------- | --------------- | ------------------ | --------- | --------- | ---------------------------------- | ---- | -------- |
| 13-11-2015 | Новий Сад       | Сербія             | 1 – 1     | Італія    | Кваліфікація молодіжного Євро-2017 | -    | 75'      |
| 17-11-2015 | Анкаран         | Словенія           | 2 – 0     | Сербія    | Кваліфікація молодіжного Євро-2017 | -    | 62'      |
| 31-5-2016  | Київ            | Сербія             | 3 – 1     | Австрія   | Товариський матч                   | -    | 83'      |
| 9-6-2017   | Новий Сад       | Сербія             | 3 – 1     | Греція    | Товариський матч                   | -    | 77'      |
| 1-9-2017   | Ягодина         | Сербія             | 4 – 0     | Гібралтар | Кваліфікація молодіжного Євро-2019 | 1    |          |
| 6-10-2017  | Скоп'є          | Північна Македонія | 0 – 2     | Сербія    | Кваліфікація молодіжного Євро-2019 | -    | 85'      |
| 10-10-2017 | Новий Сад       | Сербія             | 3 – 2     | Росія     | Кваліфікація молодіжного Євро-2019 | 2    |          |
| 10-11-2017 | Медлінг         | Австрія            | 1 – 3     | Сербія    | Кваліфікація молодіжного Євро-2019 | 1    | 41'      |
| 14-11-2017 | Єреван          | Вірменія           | 0 – 1     | Сербія    | Кваліфікація молодіжного Євро-2019 | -    |          |
| 23-3-2018  | Гібралтар       | Гібралтар          | 0 – 6     | Сербія    | Кваліфікація молодіжного Євро-2019 | 2    | 63'      |
| 27-3-2018  | Новий Сад       | Сербія             | 0 – 1     | Італія    | Товариський матч                   | -    | 61'      |
| 11-9-2018  | Нижній Новгород | Росія              | 1 – 2     | Сербія    | Кваліфікація молодіжного Євро-2019 | 1    |          |
| 12-10-2018 | Новий Сад       | Сербія             | 0 – 0     | Австрія   | Товариський матч                   | -    | 85'      |
| 16-10-2018 | Новий Сад       | Сербія             | 0 – 0     | Вірменія  | Товариський матч                   | -    | 67'      |
| 17-6-2019  | Трієст          | Сербія             | 0 – 2     | Австрія   | Молодіжне Євро-2019 - 1-й етап     | -    | 90+4'    |
| 20-6-2019  | Трієст          | Німеччина          | 6 – 1     | Сербія    | Молодіжне Євро-2019 - 1-й етап     | -    | 69'      |
| Усього     |                 | Матчів             | 16        |           | Голів                              | 7    |          |

## Титули і досягнення
- «Црвена Звезда»

Чемпіон Сербії (2): 2013–14, 2015–16
- «Бенфіка»

Чемпіон Португалії (2): 2015–16, 2016–17
Володар Кубка португальської ліги (1): 2015–16
Володар Кубка Португалії (1): 2016–17
Володар Суперкубка Португалії (1): 2016
- «Айнтрахт»

Володар Кубка Німеччини (1): 2017-18
- «Реал Мадрид»

Володар Суперкубка Іспанії (2):  2019, 2021
Чемпіон Іспанії (2): 2019-20, 2021-22
Переможець Ліги Чемпіонів УЄФА (1): 2021-22
- «Мілан»

Володар Суперкубка Італії (1):2024